# Leroy Anderson
Pour les articles homonymes, voir Leroy Anderson (homonymie).
Leroy Anderson est né le 29 juin 1908 à Cambridge à Massachusetts. Mort le 18 mai 1975 à Woodbury dans le Connecticut, était un compositeur américain de courts et légers morceaux de concert, dont de nombreux ont été créés pour le Boston Pops Orchestra sous la direction d'Arthur Fiedler. John Williams l'a décrit « comme un des plus grands maîtres américains de musique orchestrale légère ».

## Formation
Né à Cambridge dans le Massachusetts de parents suédois, Leroy Anderson reçut ses premières leçons de piano de sa mère qui était organiste. Il continua ses leçons de piano au New England Conservatory of Music. En 1926 Anderson entra à Harvard où il étudia l’harmonie musicale avec Walter Spalding, le contrepoint avec Edward Ballantine, le canon et la fugue avec William C. Heilman et l’orchestration avec Edward B. Hill et Walter Piston. Leroy reçut son diplôme Bachelor of Arts (B.A.), Magna cum laude en 1929 et fut élu à Phi Beta Kappa (prestigieuse société académique). Il obtint le diplôme M. A. (Maître des Arts) en musique en 1930. Après son diplôme, il continua ses études (Harvard University Graduate School) étudiant la composition avec Walter Piston, l'harmonie avec Georges Enesco, l’orgue avec Henry Gideon et la contrebasse avec Gaston Dufresne de l'Orchestre symphonique de Boston.
Il continua ses études à Harvard jusqu’au début des années trente à la poursuite d’un doctorat (Ph. D) en allemand et en langues scandinaves (suédois, danois, norvégien, islandais, et vieux norrois, ou vieil islandais) tout en travaillant comme tuteur de musique au Radcliffe College. Leroy maîtrisait le danois, le norvégien, l’islandais, l’allemand, le français, l’italien et le portugais en plus du suédois et de son anglais natal.

## Carrière
En juillet 1946 pendant une vague de chaleur, il commença "Sleigh Ride" (Promenade en Traîneau) qu'il acheva en 1948.
En mai et juin 1952, le titre Blue Tango fut numéro 1 du hit-parade américain durant cinq semaines.
En 2006, l'une de ses œuvres pour orchestre et piano, Forgotten Dreams est devenue la trame sonore d'une publicité diffusée à la télévision britannique pour la compagnie de téléphonie mobile « 3 ».
Leroy Anderson n'hésite pas à intégrer dans l'orchestre des instruments incongrus comme du papier de verre (Sandpaper Ballet) ou une machine à écrire (The Typewriter), morceau que Jerry Lewis utilisera dans l'un de ses sketchs.

## Compositions (par ordre chronologique)[4]
- 1935 Do You Think That Love Is Here To Stay?
- 1935 Love May Come and Love May Go
- 1935 The Music in My Heart
- 1935 What's the Use of Love?
- 1936 Harvard Fantasy
- 1938 Jazz Legato
- 1938 Jazz Pizzicato
- 1939 Ticonderoga March
- 1940 Easter Song
- 1940 Mother's Whistler
- 1945 The Syncopated Clock
- 1945 Promenade
- 1946 Cambridge Centennial March of Industry
- 1946 Chicken Reel
- 1947 Fiddle-Faddle
- 1947 & 1949 The Irish Suite :
  - 1947 The Irish Washerwoman
  - 1947 The Minstrel Boy
  - 1947 The Rakes of Mallow
  - 1947 The Last Rose of Summer
  - 1949 The Wearing of the Green
  - 1949 The Girl I Left Behind Me
- 1947 Old MacDonald Had a Farm
- 1947 Serenata
- 1948 Governor Bradford March
- 1948 Saraband
- 1948 Sleigh Ride (Promenade en Traîneau)
- 1949 A Trumpeter's Lullaby
- 1950 A Christmas Festival (9:00)
- 1950 Classical Jukebox
- 1950 The Typewriter
- 1950 The Waltzing Cat
- 1951 Belle of the Ball
- 1951 Blue Tango
- 1951 China Doll
- 1951 Horse and Buggy
- 1951 The Penny Whistle Song
- 1951 The Phantom Regiment
- 1951 Plink, Plank, Plunk!
- 1951 Song of Jupiter
- 1952 A Christmas Festival (5:45)
- 1953 The Girl in Satin
- 1953 Concerto in C Major for Piano and Orchestra (Pianokonsert i C-dur)
- 1953 Song of the Bells
- 1953 Summer Skies
- 1954 Alma Mater
- 1954 Bugler's Holiday
- 1954 The First Day of Spring
- 1954 Forgotten Dreams
- 1954 Sandpaper Ballet
- 1954 Scottish Suite :
  - The Bluebells of Scotland
  - Turn Ye To Me
- 1955 Suite of Carols for Strings
- 1955 Suite of Carols for Brass
- 1955 Suite of Carols for Woodwinds
- 1958 Goldilocks :
  - Goldilocks Overture
  - Come to Me
  - Guess Who
  - Heart of Stone (Pyramid Dance)
  - He'll Never Stray
  - Hello
  - If I Can't Take it With Me
  - I Never Know When to Say When
  - Lady in Waiting
  - Lazy Moon
  - Little Girls
  - My Last Spring
  - Save a Kiss
  - Shall I Take My Heart and Go?
  - Tag-a-long Kid
  - The Pussy Foot
  - Town House Maxixe
  - Who's Been Sitting in My Chair ?
- 1959 Woodbury Fanfare
- 196- An Old Fashioned Song
- 1961 Piece for Rolf
- 1962 Arietta
- 1962 Balladette
- 1962 The Captains and the Kings
- 1962 Clarinet Candy
- 1962 The Golden Years
- 1962 Home Stretch
- 1962 You Can Always Tell a Harvard Man
- 1966 Chatterbox
- 1966 The Cowboy and His Horse
- 1966 Hens and Chickens
- 1966 Melody on Two Notes
- 1966 The Whistling Kettle
- 1970 Birthday Party
- 1970 Lullaby of the Drums
- 1970 March of the Two Left Feet
- 1970 To a Wild Rose  (Edward MacDowell)
- 1970 Waltz Around the Scale
- 1972 Wedding March for Jane and Peter
- 1973 Second Regiment Connecticut National Guard March

## Distinctions honorifiques
- Phi Beta Kappa, élu le 17 juin 1929
- Directeur de musique, Harvard Band 1929, 1931-1935
- Disque d'or, Blue Tango, 1952
- Membre du conseil d'administration d'ASCAP, New York, New York 1960-1964
- Membre du comité du Department de Musique, Harvard University, Cambridge, Massachusetts 1962-1968
- Citation de Goldman, American Bandmaster Association, le 10 mars 1966
- Membre du conseil d'administration des orchestres symphoniques:
  - New Haven, Connecticut 1969-1975
  - Hartford, Connecticut 1971-1975
- Doctorat (Ph.D) honoraire, Portia Law School, Boston, Massachusetts juin 1971
- Doctorat (Ph.D) honoraire, Western New England College, Springfield, Massachusetts mai 1974
- Étoile sur le Hollywood Walk of Fame, 1976
- Laureat du Songwriters Hall of Fame, le 18 avril 1988
- Anderson Band Center, Cambridge, Massachusetts, Harvard University, dédié le 26 octobre 1995
- Leroy Anderson Square, Cambridge, Massachusetts, dédié le 31 mai 2003